# Новоалександровка (Краснодонский район)
Новоалександровка (укр. Новоолександрівка) — посёлок в Краснодонском районе Луганской области Украины.
Административный центр Новоалександровского поссовета, в который входит также село Дубовка.

## Географическое положение
Расположен при впадении реки Должик в реку Большая Каменка (приток Северского Донца).
Соседние населённые пункты: посёлки Великий Лог и Верхняя Краснянка (выше по течению Большой Каменки) на западе, посёлки Светличное, Энгельсово, Широкое, Краснодон, Семейкино на северо-западе, Новосемейкино и город Молодогвардейск на севере, посёлки Мирное, Таловое и город Суходольск на северо-востоке, посёлки Орджоникидзе, Верхнешевыревка и город Краснодон (все три ниже по течению Большой Каменки) на востоке, посёлок Радгоспный, сёла Нижнедеревечка, Верхнедеревечка, Батыр на юго-востоке, Дубовка и Курячье (оба выше по течению Должика) на юге.

## История
Поселение возникло в XVII веке.
Изначально на месте Новоалександровки было 2 хутора: Теплянский и Процыково. Во второй половине XIX века они объединились в село Новоалександровка. В конце XIX века заложены мелкие угольные шахты. Советская власть установлена в январе 1918 года, создан ревком и красногвардейский отряд из 300 человек. 19 января 1919 года отряд под руководством И. М. Тесленко при поддержке населения в округе начал борьбу с белоказаками. После победы отряд влился в 4-ю партизанскую стрелковую дивизию под командованием Ф. Е. Дыбенко.
С 1938 года посёлок городского типа, центр поселкового совета.
В ходе Великой Отечественной войны в 1941 году селение было оккупировано наступавшими немецкими войсками, в условиях оккупации уроженка посёлка Клавдия Ковалёва по рекомендации Ивана Земнухова была принята в Краснодонскую подпольную организацию «Молодая гвардия», возглавила подполье в селе; в начале января 1943 года схвачена немцами и вместе с другими подпольщиками сброшена в шурф шахты № 5 в городе Краснодон.
На фронтах ВОВ сражались 573 жителя, 310 погибли, 283 награждены орденами и медалями.
В 1957 году в парке посёлка сооружен памятник односельчанам, погибшим в гражданскую и Великую Отечественную войны.
В 1966—75 гг. построено 128 индивидуальных домов. На 1976 год: 2200 человек, 2-е отделение Краснодонского птицесовхоза (1135 га, мясо, молоко), мельница (120 тонн муки/сутки), 2 школы (одна заочная), клуб с залом на 250 мест, библиотека (11400 томов), медпункт, 10 магазинов, швейная и обувная мастерские, отделение связи, сберкасса.
В 1973 году крупнейшим предприятием являлся мукомольный завод.
В 1981 году численность населения составляла 2,1 тыс. человек, здесь действовали мукомольный завод, отделение Краснодонского птицесовхоза, средняя школа, медицинский пункт, клуб и библиотека.
В январе 1989 года численность населения составляла 1874 человек.
По состоянию на 1 января 2013 года численность населения составляла 1582 человека.
С весны 2014 года — в составе Луганской Народной Республики.

## Транспорт
Железнодорожная станция Встречная-Донецкая на линии Семейкино—Новый—Должанская.

## Достопримечательности
- На окраинах выявлены два курганных могильника из четырёх курганов, два отдельных кургана.[источник не указан 4931 день]
- В окрестностях посёлка расположен угольный каньон, так называемый «лисий пласт» (так его назвали местные из-за непредсказуемости залегания угля). Уголь выходит прямо на поверхность, поэтому, чтобы добыть его, не нужно использовать дорогостоящее шахтное оборудование, достаточно вырыть котлован и вывезти лежащий уголь. В связи с этим уголь незаконно добывают и продают[2].

## Известные уроженцы
- Клавдия Петровна Ковалёва (15 апреля 1925 года — 16 января 1943 года, Краснодон) — участница подпольной антигитлеровской организации «Молодая Гвардия»[9].
- Александр Яковлевич Колесников (1 августа 1930 года — 23 января 2008 года, Луганск) — шахтер, герой социалистического труда.